# Matt Long

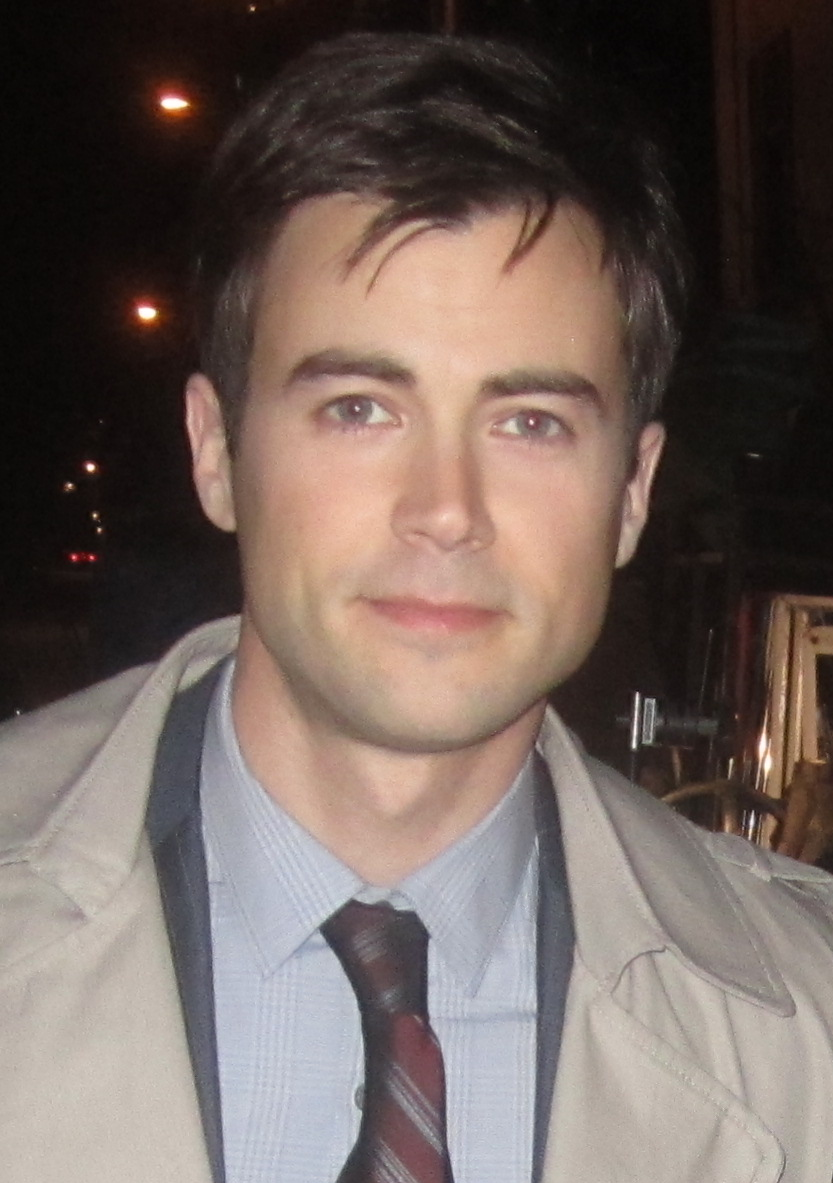
Matt Long (2011)

Matthew „Matt“ Long (* 18. Mai 1980 in Winchester, Kentucky) ist ein US-amerikanischer Film- und Theaterschauspieler.

## Leben
Matt Long ist der ältere von zwei Brüdern. Er stand bereits in seiner Schulzeit auf der Bühne. Nach dem Besuch des Colleges und der Western Kentucky University zog er nach New York City.
Sowohl in New York wie auch in Williamstown (Massachusetts) stand er auf Theaterbühnen, bis er von seinem gegenwärtigen Manager entdeckt und gefördert wurde. Nach zwei Nebenrollen in Independentfilmen hatte er 2004 seinen Durchbruch mit der kurzlebigen Fernsehserie Jack & Bobby. 
In der sechsten Staffel von Private Practice spielte er die Rolle des Dr. James Peterson, dem Freund von Caterina Scorsones Serienfigur Amelia Sheperd.
Matt Long heiratete am 23. April 2005 seine langjährige Freundin Lora Chaffins. Das Paar lebt heute in Los Angeles.

## Filmografie (Auswahl)
- 2004–2005: Jack & Bobby (Fernsehserie, 22 Folgen)
- 2005: The Greatest Adventure of My Life
- 2007: Ghost Rider
- 2007: Sydney White – Campus Queen (Sydney White)
- 2010: The Deep End (Fernsehserie, 7 Folgen)
- 2010: Mad Men (Fernsehserie, 7 Folgen)
- 2011: Love Bites (Fernsehserie, 3 Folgen)
- 2012: The Newsroom (Fernsehserie, Folge 1x03)
- 2012–2013: Private Practice (Fernsehserie, 10 Folgen)
- 2013: Lucky 7 (Fernsehserie, 6 Folgen)
- 2015: Helix (Fernsehserie)
- 2018–2023: Manifest (Fernsehserie)
- 2024: Tracker (Fernsehserie, 1 Folge)